# Milly y Molly
Milly y Molly es una serie de televisión animada producida por Nueva Zelanda y Singapur, basada en los libros infantiles escritos por Gill Pittar. La serie fue estrenada en Latinoamérica el 4 de enero de 2010 a través de Discovery Kids, donde se transmitió hasta mediados del primer semestre de 2016.
La serie de Milly y Molly sigue las aventuras de dos niñas provenientes de etnias distintas (la primera, de origen maorí y piel oscura, y la segunda, de origen europeo y piel clara) y sus amigos en una pequeña ciudad. La serie celebra las diferencias y promueve la aceptación de la diversidad. Cada episodio tiene un fino mensaje sobre valores como la honestidad, la persistencia y la responsabilidad, y también muestra experiencias de la vida de los niños en edad primaria como lidiar con el acoso y la capacidad de perdonar. Los libros de Milly y Molly han vendido más de 3,5 millones de copias en 109 países, y han sido traducidos a 26 idiomas. En el año 2021, la serie de libros sería relanzada, ahora con la inclusión de una niña de origen asiático llamada Lily.
El eslogan de la serie es We may look different, but we feel the same (en español, Somos diferentes, pero sentimos lo mismo).

## Doblaje
| Personajes        | Doblaje Latinoamérica |
| ----------------- | --------------------- |
| Milly             | Lileana Chacón        |
| Molly             | Leisha Medina         |
| Señorita Adelaida | Elena Díaz Toledo     |
| Tía Odette        | Citlalli Godoy        |
| Humberto          | Paolo Campos          |
| Alfredo           | Víctor Díaz           |
| Papá de Milly     | Juan Guzmán           |
| Dr. Fenicio       | Jorge Marín           |
| Jack              | Eder La Barrera       |
| Beto Barreto      | Yensi Rivero          |
| Bella Boo         | Melanie Henríquez     |
| Narrador          | Carlos Vitale         |

## Personajes

### Principales
Milly: es una niña de 7 años de edad, de piel morena, cabello rizado negro, ojos marrones y atuendos normales. Su aspecto contrasta con el de su mejor amiga Molly, comparten muchos gustos, a ambas les gustan los gatos y el amarillo, rojo, rosa, púrpura y azul claro. Ama las aventuras.
Molly: tiene el cabello rubio/pelirrojo, piel pálida y ojos azules. Se oculta una gran confianza en sí misma y mucha fuerza. Ama colorear y su mejor amiga es Milly. Comparten todas las cosas.

### Secundarios
- Mermelada y Tom: son los gatos mascotas de Milly y Molly respectivamente, tuvieron gatitos en el primer episodio.
- Jemima y Dolly : son las muñecas de Milly y Molly, son similares a ellas. Una vez Dolly se perdió, y Molly se quedó muy triste, pero luego la recuperó.
- Humberto: es un compañero de clase de Milly y Molly que en ocasiones se comporta como un bravucón. Le gustan mucho los alienígenas, los cohetes espaciales, los robots gigantes, las dinamitas, los cañones láseres y los monstruos, y le tiene mucho miedo a la tía Odette.
- Tom: es un compañero de clase que juega en el equipo de fútbol de la escuela y es el mejor amigo de Jack.
- Jack: es un compañero de clase que siempre juega fútbol con su mejor amigo Tom y con otros chicos de su barrio.
- Alfredo: es un niño nuevo de otro país, huérfano y humilde, y Humberto no se llevaba bien con él al principio, pero se convirtieron en los mejores amigos después de que Alfredo lo consolara enseñándole una lección sobre la individualidad.
- Arnaldo: es un niño que tiene dos ratones como mascotas llamados Adrián y Adriana, ya que tuvieron una camada de nueve ratones bebés en "El ratón de Arnaldo".
- Sofía: es una niña a la que le encanta el chocolate y es la mejor amiga de Elizabeth.
- Elizabeth: es una niña que escribe muy bien y es la mejor amiga de Sofía.
- Jorge: es un niño al que le gustan las naranjas y tiene una mofeta como mascota llamada Stinky.
- Claudia: es una niña pelirrubia que tiene un caballo como mascota llamado Princesa. Es amiga de Milly, pero no es amiga de Molly.
- Ellie: es una niña ciega que se hace amiga de Milly y Molly. Ella sólo apareció en un episodio.
- Beto Barreto: es un niño que sólo apareció en un episodio. El robaba mucho, tomando cosas de otra gente, y Milly y Molly cambiaron su forma de robar.
- Anna: es una niña que siempre está muy desordenada. Ella solo apareció en un episodio. Milly y Molly decidieron en ayudarla limpiar su habitación en un episodio. Anna es genial y tiene una imaginación brillante.
- Manuel: es un niño nuevo del vecindario que le gusta ver los partidos de fútbol en su televisión gigante, pero gracias a la construcción de la casa de árbol hechas por Milly y Molly, se dio cuenta en la actualidad al aire libre, y poco más tarde, empezó a jugar fútbol con los demás amigos de su barrio.
- Tía Odette: es una señora muy gruñona y malhumorada, quien también es horticultora. Todos la llaman "tía" ya que tiene una sobrina llamada Bella Boo.
- Señorita Adelaida: es la maestra de la clase de Milly y Molly. Es muy amable y simpática.
- Mamá y Papá de Milly: son los padres de Milly, su hija única. La aman mucho y les gusta que ella juegue con su mejor amiga Molly.
- Mamá y Papá de Molly: son los padres de Molly, también su hija única. Les gusta que ella juegue con su mejor amiga Milly.
- Señor Lima: es un señor de mayor edad que es viudo, y vive al lado de la casa de Milly junto con su perrito Bobbie, y siempre anda con su bastón por todos lados.
- Abuelita de Alfredo: es la abuelita de Alfredo muy humilde, que vive en una casa rodante junto con su nieto y su perro llamado Charcos en un parque público.
- Granjero Gegarti: es un granjero humilde que es buen amigo de los padres de Milly y Molly que vive en una granja junto con sus animales.
- Dr Velicio: es un dóctor que tiene la especialidad en la medicina interna que es reconocido por toda la ciudad.
- Veterinaria: es una veterinaria que se encarga por la salud de los gatos de Milly y Moly y de los animales que están a su alrededor.
- Barquero: es el capitán de un barco ferri en donde los pasajeros cruzan el río junto con su gatito vaquero.
- Charlie: es el capitán de un globo aerostático y es super aventurero.
- Oficial de la Policía: es un policía de la ciudad, que junto con su esposa tuvieron su primera hija llamada Rosa Margarita, cubre la ronda de circular por toda la ciudad ante la delincuencia y controlar el tránsito.
- Abuelitos: son los abuelitos de Molly y Milly que viven fuera de la ciudad. Unos días después el abuelito muere a los 85 años de edad, y después su esposa muere a los 100 años.
- Juan Fondines: es un trabajador social de la ciudad que ayuda a construir relaciones saludables y promover un cambio social para que las personas tengan una mejor calidad de vida. En la segunda temporada, se convierte en el alcalde de la ciudad.